# Hønefoss Ballklubb 2010
Questa voce raccoglie le informazioni riguardanti l'Hønefoss Ballklubb nelle competizioni ufficiali della stagione 2010.

## Stagione
A seguito della promozione del campionato precedente, l'Hønefoss ha affrontato il campionato di Eliteserien 2010, oltre al Norgesmesterskapet.
Il 18 aprile 2010, a causa di un avvio di campionato ritenuto non soddisfacente, la dirigenza dell'Hønefoss ha sollevato Ole Bjørn Sundgot dall'incarico di allenatore. Il 29 giugno, Reidar Vågnes è stato ingaggiato come nuovo tecnico.
La squadra ha chiuso l'annata al 14º posto in classifica, dovendo così affrontare le qualificazioni all'Eliteserien per mantenere il proprio posto nella massima divisione locale: dopo aver superato il Ranheim, l'Hønefoss è stato complessivamente sconfitto per 8-1 nel doppio confronto con il Fredrikstad, retrocedendo in 1. divisjon.

## Maglie e sponsor
Lo sponsor tecnico per la stagione 2010 è stato Diadora, mentre lo sponsor ufficiale è stato Leiv Viclar. La divisa casalinga era composta da una maglietta bianca con inserti verti, pantaloncini neri e calzettoni bianchi. Quella da trasferta era invece costituita da un completo nero.
| Casa | Trasferta |

## Rosa
| N. |                         | Ruolo | Calciatore              |
| -- | ----------------------- | ----- | ----------------------- |
| 1  | Norvegia (bandiera)     | P     | Thomas Solvoll          |
| 2  | Norvegia (bandiera)     | D     | Frode Lafton            |
| 4  | Gambia (bandiera)       | A     | Abdou Darboe            |
| 5  | Norvegia (bandiera)     | D     | Erik Hagen              |
| 6  | Islanda (bandiera)      | D     | Kristján Örn Sigurðsson |
| 7  | Norvegia (bandiera)     | D     | Kjetil Byfuglien        |
| 8  | Norvegia (bandiera)     | C     | David Hanssen           |
| 9  | Norvegia (bandiera)     | A     | Lars Lafton             |
| 10 | Sierra Leone (bandiera) | D     | Umaru Bangura           |
| 11 | Norvegia (bandiera)     | D     | Benny Olsen             |
| 14 | Norvegia (bandiera)     | D     | Lennart Steffensen      |
| 15 | Norvegia (bandiera)     | C     | Håkon Langdalen         |
| 16 | Norvegia (bandiera)     | C     | Tor Øyvind Hovda        |

| N. |                                 | Ruolo | Calciatore             |
| -- | ------------------------------- | ----- | ---------------------- |
| 17 | Norvegia (bandiera)             | C     | Leo Olsen              |
| 18 | Norvegia (bandiera)             | C     | Rune Bolseth           |
| 19 | Estonia (bandiera)              | C     | Aleksandr Dmitrijev    |
| 20 | Costa d'Avorio (bandiera)       | A     | Davy Claude Angan      |
| 21 | Norvegia (bandiera)             | A     | Kamal Saaliti          |
| 22 | Bosnia ed Erzegovina (bandiera) | P     | Ismet Duracak          |
| 23 | Norvegia (bandiera)             | D     | Alexander Groven       |
| 24 | Norvegia (bandiera)             | A     | Kenneth Di Vita Jensen |
| 25 | Nigeria (bandiera)              | C     | Paul Obiefule          |
| 26 | Stati Uniti (bandiera)          | P     | Steve Clark            |
| 27 | Costa d'Avorio (bandiera)       | A     | Kevin Beugré           |
| 28 | Danimarca (bandiera)            | D     | Christian Traoré       |
| 99 | Senegal (bandiera)              | A     | Madiou Konate          |

## Calciomercato

### Sessione invernale
| Arrivi | Arrivi                  | Arrivi     | Arrivi        |
| R.     | Nome                    | da         | Modalità      |
| ------ | ----------------------- | ---------- | ------------- |
| P      | Steve Clark             |            | svincolato    |
| D      | Kristján Örn Sigurðsson |            | svincolato    |
| D      | Christian Traoré        | Hammarby   | prestito      |
| C      | Rune Bolseth            |            | svincolato    |
| C      | Paul Obiefule           |            | svincolato    |
| A      | Davy Claude Angan       | Lyn Oslo   | definitivo    |
| A      | Kenneth Di Vita Jensen  | Ullern     | fine prestito |
| A      | Madiou Konate           | Ankaraspor | definitivo    |

| Partenze | Partenze          | Partenze    | Partenze      |
| R.       | Nome              | a           | Modalità      |
| -------- | ----------------- | ----------- | ------------- |
| D        | Bjørn Dahl        |             | svincolato    |
| D        | Christer Ellefsen |             | svincolato    |
| D        | Magnus Ueland     |             | svincolato    |
| C        | Sigmund Grøterud  |             | svincolato    |
| C        | Henrik Langdalen  |             | svincolato    |
| C        | Frithjof Seeberg  |             | svincolato    |
| A        | Andreas Tegström  | Fredrikstad | fine prestito |

### Sessione estiva
| Arrivi | Arrivi           | Arrivi | Arrivi     |
| R.     | Nome             | da     | Modalità   |
| ------ | ---------------- | ------ | ---------- |
| D      | Alexander Groven |        | svincolato |

| Partenze | Partenze         | Partenze  | Partenze      |
| R.       | Nome             | a         | Modalità      |
| -------- | ---------------- | --------- | ------------- |
| D        | Christian Traoré | Hammarby  | fine prestito |
| A        | Abdou Darboe     | Mjøndalen | prestito      |

## Risultati

### Eliteserien

#### Girone di andata
| Arbitro: | Hagen (Grue) |

|                           |           |  |
| Knarvik 59’ Rushfeldt 83’ | Marcatori |  |

| Arbitro: | Johnsen (Tønsberg) |

|  |           |                  |
|  | Marcatori | 1’, 45’ Phillips |

| Arbitro: | Berntsen (Vang) |

|                                                                 |           |  |
| Kippe 7’, 37’ Ujah 15’ Pedersen 23’ Elyounoussi 49’ Sundgot 57’ | Marcatori |  |

| Arbitro: | Edvartsen (Hamar) |

|                                                               |           |             |
| Andreassen 3’ Nygaard 24’ Sørum 82’ Đurđić 90’ Steinsland 90’ | Marcatori | 14’ Saaliti |

| Arbitro: | Hauge (Bergen) |

|             |           |                                |
| Bangura 48’ | Marcatori | 66’ Tuelo Johannesen 70’ Güven |

| Arbitro: | Berntsen (Vang) |

|  |           |           |
|  | Marcatori | 90’ Angan |

| Arbitro: | Hagen (Grue) |

|  |           |                      |
|  | Marcatori | 47’ (rig.) Ingelsten |

| Arbitro: | Skjerven (Kaupanger) |

|                                 |           |  |
| Freeman 25’ Obiefule 90’ (aut.) | Marcatori |  |

| Arbitro: | Olsen (Kristiansand) |

|             |           |                 |
| Obiefule 3’ | Marcatori | 81’ Berg Hestad |

| Oslo 5 maggio 2010, ore 19:00 10ª giornata | Vålerenga         | 0 – 0 referto | Hønefoss | Ullevaal Stadion (10.936 spett.)\| Arbitro: \| Edvartsen (Hamar) \| |
| Arbitro:                                   | Edvartsen (Hamar) |               |          |                                                                     |

| Arbitro: | Skjerven (Kaupanger) |

|           |           |  |
| Lafton 7’ | Marcatori |  |

| Arbitro: | Edvartsen (Hamar) |

|                                   |           |  |
| Dorsin 29’ Lustig 41’ Iversen 51’ | Marcatori |  |

| Arbitro: | Moen (Haugesund) |

|                                    |           |  |
| Opdal 6’ (aut.) Holmvik 12’ (aut.) | Marcatori |  |

| Arbitro: | Johnsen (Tønsberg) |

|              |           |  |
| Samuelsen 5’ | Marcatori |  |

| Arbitro: | Berntsen (Vang) |

|           |           |           |
| Angan 65’ | Marcatori | 13’ Keita |

#### Girone di ritorno
| Arbitro: | Hafsås (Trondheim) |

|                     |           |                         |
| Steffensen 20’, 38’ | Marcatori | 15’ Ahamed 57’ Koppinen |

| Arbitro: | Sandmoen (Kjelsås) |

|                                               |           |  |
| Ødegaard 22’ Steenslid 36’ Ingelsten 86’, 90’ | Marcatori |  |

| Arbitro: | Johnsen (Tønsberg) |

|                                              |           |                    |
| Obiefule 33’ (rig.) Angan 45’ Steffensen 62’ | Marcatori | 45’ Kippe 53’ Ujah |

| Arbitro: | Hagen (Grue) |

|                        |           |            |
| Bangura 20’ Konate 89’ | Marcatori | 80’ Kovács |

| Arbitro: | Moen (Haugesund) |

|                                         |           |                                        |
| R. Risholt 11’ K. Risholt 38’ Niang 90’ | Marcatori | 42’ Dmitrijev 44’ Angan 49’ Steffensen |

| Arbitro: | Hauge (Bergen) |

|  |           |                                           |
|  | Marcatori | 13’ Høiland 15’, 59’ Gunnarsson 75’ Helle |

| Arbitro: | Johansen (Brevik) |

|                   |           |                                                |
| Sylling Olsen 83’ | Marcatori | 16’ Di Vita Jensen 30’ Byfuglien 81’ L. Lafton |

| Arbitro: | Hagen (Grue) |

|  |           |                |
|  | Marcatori | 12’, 18’ Sørum |

| Arbitro: | Hafsås (Trondheim) |

|          |           |  |
| Fall 38’ | Marcatori |  |

| Hønefoss 27 settembre 2010, ore 19:00 25ª giornata | Hønefoss       | 0 – 0 referto | Start | AKA Arena (3.246 spett.)\| Arbitro: \| Sælen (Bergen) \| |
| Arbitro:                                           | Sælen (Bergen) |               |       |                                                          |

| Arbitro: | Øvrebø (Oslo) |

|                                          |           |                                |
| Vaagan Moen 15’ Mjelde 30’ Huseklepp 70’ | Marcatori | 77’ (rig.) L. Lafton 84’ Olsen |

| Arbitro: | Edvartsen (Hamar) |

|  |           |                |
|  | Marcatori | 42’, 45’ Prica |

| Arbitro: | Hauge (Bergen) |

|                                             |           |                    |
| Jóhannsson 26’ Johansen 49’, 52’ Kamara 81’ | Marcatori | 61’ Di Vita Jensen |

| Arbitro: | Hafsås (Trondheim) |

|                                             |           |                |
| Strandberg 13’ (aut.) Angan 85’, 90’ (rig.) | Marcatori | 10’ Abdellaoue |

| Arbitro: | Olsen (Kristiansand) |

|                                                  |           |                    |
| Mané 4’, 78’, 90’ Lamøy 45’ Dimitriadis 59’, 75’ | Marcatori | 51’ (aut.) Nystuen |

#### Qualificazioni all'Eliteserien
| Arbitro: | Edvartsen (Hamar) |

|                  |           |           |
| Konate 63’, 120’ | Marcatori | 55’ Stene |

| Arbitro: | Skjerven (Kaupanger) |

|             |           |                                              |
| Saaliti 29’ | Marcatori | 6’ Piiroja 16’ Borges 19’ Askar 75’ Valencia |

| Arbitro: | Moen (Haugesund) |

|                                  |           |  |
| Borges 39’, 54’, 66’ Piiroja 42’ | Marcatori |  |

### Norgesmesterskapet
| Arbitro: | Loeshagen |

|  |           |                                                             |
|  | Marcatori | 37’ Angan 45’, 58’, 66’ Darboe 63’, 90’ Saaliti 84’ Bangura |

| Arbitro: | Kalløkkebakken |

|                                             |                      |                                         |
| Lagemyr 49’ Nedke 76’ Sanne 90’ (rig.)      | Marcatori            | 21’ Steffensen 84’ Konate 90’ Angan     |
| Øygard Sørensen Lundemoen Grubišić Gulowsen | Tiri di rigore 4 – 5 | F. Lafton Angan Obiefule Bolseth Konate |

| Arbitro: | Hagen (Grue) |

|                           |                      |                                        |
| Wiig 28’ Ødegaard 57’     | Marcatori            | 10’ Angan 90’ Konate                   |
| Breive Wiig Ødegaard Hoås | Tiri di rigore 3 – 5 | F. Lafton Angan Bolseth Bangura Konate |

| Arbitro: | Skjerven (Kaupanger) |

|               |           |                                                  |
| Byfuglien 90’ | Marcatori | 6’ Brenne 27’, 56’ Kovács 41’ Fevang 90’ Bentley |

## Statistiche

### Statistiche di squadra
| Competizione          | Punti | In casa | In casa | In casa | In casa | In casa | In casa | In trasferta | In trasferta | In trasferta | In trasferta | In trasferta | In trasferta | Totale | Totale | Totale | Totale | Totale | Totale | DR  |
| Competizione          | Punti | G       | V       | N       | P       | Gf      | Gs      | G            | V            | N            | P            | Gf           | Gs           | G      | V      | N      | P      | Gf     | Gs     | DR  |
| --------------------- | ----- | ------- | ------- | ------- | ------- | ------- | ------- | ------------ | ------------ | ------------ | ------------ | ------------ | ------------ | ------ | ------ | ------ | ------ | ------ | ------ | --- |
| Eliteserien           | 27    | 15      | 5       | 4       | 6       | 16      | 21      | 15           | 2            | 2            | 11           | 12           | 41           | 30     | 7      | 6      | 17     | 28     | 62     | -34 |
| Qual. all'Eliteserien | -     | 2       | 1       | 0       | 1       | 3       | 5       | 1            | 0            | 0            | 1            | 0            | 4            | 3      | 1      | 0      | 2      | 3      | 9      | -6  |
| Norgesmesterskapet    | -     | 1       | 0       | 0       | 1       | 1       | 5       | 3            | 1            | 2            | 0            | 12           | 5            | 4      | 1      | 2      | 1      | 13     | 10     | +3  |
| Totale                | -     | 18      | 6       | 4       | 8       | 20      | 31      | 19           | 3            | 4            | 12           | 24           | 50           | 37     | 9      | 8      | 20     | 44     | 81     | -37 |

### Andamento in campionato
| Giornata  | 1  | 2  | 3  | 4  | 5  | 6  | 7  | 8  | 9  | 10 | 11 | 12 | 13 | 14 | 15 | 16 | 17 | 18 | 19 | 20 | 21 | 22 | 23 | 24 | 25 | 26 | 27 | 28 | 29 | 30 |
| --------- | -- | -- | -- | -- | -- | -- | -- | -- | -- | -- | -- | -- | -- | -- | -- | -- | -- | -- | -- | -- | -- | -- | -- | -- | -- | -- | -- | -- | -- | -- |
| Luogo     | T  | C  | T  | T  | C  | T  | C  | T  | C  | T  | C  | T  | C  | T  | C  | C  | T  | C  | C  | T  | C  | T  | C  | T  | C  | T  | C  | T  | C  | T  |
| Risultato | P  | P  | P  | P  | P  | V  | P  | P  | N  | N  | V  | P  | V  | P  | N  | N  | P  | V  | V  | N  | P  | V  | P  | P  | N  | P  | P  | P  | V  | P  |
| Posizione | 14 | 16 | 16 | 16 | 16 | 16 | 16 | 16 | 16 | 15 | 15 | 15 | 14 | 15 | 14 | 14 | 14 | 14 | 14 | 14 | 14 | 13 | 14 | 14 | 14 | 14 | 14 | 14 | 14 | 14 |

Fonte:  OBOS-ligaen 2017, su altomfotball.no, Altomfotball.
Legenda:

Luogo: C = Casa; T = Trasferta. Risultato: V = Vittoria; N = Pareggio; P = Sconfitta.

### Statistiche dei giocatori
| Giocatore         | Eliteserien | Eliteserien | Eliteserien | Eliteserien | Norgesmesterskapet | Norgesmesterskapet | Norgesmesterskapet | Norgesmesterskapet | Coppe europee | Coppe europee | Coppe europee | Coppe europee | Qual. all'Eliteserien | Qual. all'Eliteserien | Qual. all'Eliteserien | Qual. all'Eliteserien | Totale   | Totale | Totale      | Totale     |
| Giocatore         | Presenze    | Reti        | Ammonizioni | Espulsioni  | Presenze           | Reti               | Ammonizioni        | Espulsioni         | Presenze      | Reti          | Ammonizioni   | Espulsioni    | Presenze              | Reti                  | Ammonizioni           | Espulsioni            | Presenze | Reti   | Ammonizioni | Espulsioni |
| ----------------- | ----------- | ----------- | ----------- | ----------- | ------------------ | ------------------ | ------------------ | ------------------ | ------------- | ------------- | ------------- | ------------- | --------------------- | --------------------- | --------------------- | --------------------- | -------- | ------ | ----------- | ---------- |
| D. Angan          | 28          | 6           | 1           | 0           | 4                  | 3                  | 0                  | 0                  |               |               |               |               | 3                     | 0                     | 0                     | 0                     | 35       | 9      | 1           | 0          |
| U. Bangura        | 29          | 2           | 3           | 0           | 4                  | 1                  | 0                  | 0                  |               |               |               |               | 3                     | 0                     | 0                     | 0                     | 36       | 3      | 3           | 0          |
| K. Beugré         | 1           | 0           | 0           | 0           | 0                  | 0                  | 0                  | 0                  |               |               |               |               | 0                     | 0                     | 0                     | 0                     | 1        | 0      | 0           | 0          |
| R. Bolseth        | 15          | 0           | 2           | 0           | 3                  | 0                  | 0                  | 0                  |               |               |               |               | 1                     | 0                     | 0                     | 0                     | 19       | 0      | 2           | 0          |
| K. Byfuglien      | 19          | 1           | 1           | 0           | 4                  | 1                  | 0                  | 0                  |               |               |               |               | 2                     | 0                     | 1                     | 0                     | 25       | 2      | 2           | 0          |
| S. Clark          | 4           | -8          | 0           | 0           | 1                  | -3                 | 0                  | 0                  |               |               |               |               | 0                     | -0                    | 0                     | 0                     | 5        | -11    | 0           | 0          |
| A. Darboe         | 5           | 0           | 0           | 0           | 2                  | 3                  | 0                  | 0                  |               |               |               |               | -                     | -                     | -                     | -                     | 7        | 3      | 0           | 0          |
| K. Di Vita Jensen | 19          | 2           | 1           | 0           | 3                  | 0                  | 0                  | 0                  |               |               |               |               | 3                     | 0                     | 0                     | 0                     | 25       | 2      | 1           | 0          |
| A. Dmitrijev      | 22          | 1           | 6           | 1           | 3                  | 0                  | 1                  | 0                  |               |               |               |               | 0                     | 0                     | 0                     | 0                     | 25       | 1      | 7           | 1          |
| I. Duracak        | 0           | -0          | 0           | 0           | 0                  | -0                 | 0                  | 0                  |               |               |               |               | 0                     | -0                    | 0                     | 0                     | 0        | 0      | 0           | 0          |
| A. Groven         | 6           | 0           | 0           | 0           | -                  | -                  | -                  | -                  |               |               |               |               | 1                     | 0                     | 1                     | 0                     | 7        | 0      | 1           | 0          |
| E. Hagen          | 17          | 0           | 5           | 0           | 1                  | 0                  | 0                  | 0                  |               |               |               |               | 2                     | 0                     | 1                     | 0                     | 20       | 0      | 6           | 0          |
| D. Hanssen        | 0           | 0           | 0           | 0           | 0                  | 0                  | 0                  | 0                  |               |               |               |               | 0                     | 0                     | 0                     | 0                     | 0        | 0      | 0           | 0          |
| T. Hovda          | 22          | 0           | 2           | 0           | 4                  | 0                  | 1                  | 0                  |               |               |               |               | 3                     | 0                     | 0                     | 0                     | 29       | 0      | 3           | 0          |
| M. Konate         | 19          | 1           | 2           | 0           | 3                  | 2                  | 0                  | 0                  |               |               |               |               | 3                     | 2                     | 0                     | 0                     | 25       | 5      | 2           | 0          |
| F. Lafton         | 30          | 1           | 0           | 0           | 3                  | 0                  | 0                  | 0                  |               |               |               |               | 3                     | 0                     | 0                     | 0                     | 36       | 1      | 0           | 0          |
| L. Lafton         | 11          | 2           | 0           | 0           | 0                  | 0                  | 0                  | 0                  |               |               |               |               | 2                     | 0                     | 0                     | 0                     | 13       | 2      | 0           | 0          |
| H. Langdalen      | 2           | 0           | 0           | 0           | 1                  | 0                  | 0                  | 0                  |               |               |               |               | 0                     | 0                     | 0                     | 0                     | 3        | 0      | 0           | 0          |
| P. Obiefule       | 21          | 2           | 6           | 0           | 2                  | 0                  | 0                  | 1                  |               |               |               |               | 0                     | 0                     | 0                     | 0                     | 23       | 2      | 6           | 1          |
| B. Olsen          | 10          | 0           | 0           | 0           | 3                  | 0                  | 0                  | 0                  |               |               |               |               | 1                     | 0                     | 0                     | 0                     | 14       | 0      | 0           | 0          |
| L. Olsen          | 16          | 1           | 3           | 0           | 3                  | 0                  | 0                  | 0                  |               |               |               |               | 1                     | 0                     | 0                     | 0                     | 20       | 1      | 3           | 0          |
| K. Saaliti        | 22          | 1           | 3           | 0           | 3                  | 2                  | 0                  | 0                  |               |               |               |               | 3                     | 1                     | 1                     | 0                     | 28       | 4      | 4           | 0          |
| K. Sigurðsson     | 27          | 0           | 9           | 0           | 1                  | 0                  | 0                  | 0                  |               |               |               |               | 3                     | 0                     | 1                     | 0                     | 31       | 0      | 10          | 0          |
| T. Solvoll        | 27          | -54         | 1           | 0           | 3                  | -7                 | 0                  | 0                  |               |               |               |               | 3                     | -9                    | 0                     | 0                     | 33       | -70    | 1           | 0          |
| L. Steffensen     | 26          | 4           | 0           | 0           | 2                  | 1                  | 0                  | 0                  |               |               |               |               | 2                     | 0                     | 0                     | 0                     | 30       | 5      | 0           | 0          |
| C. Traoré         | 13          | 0           | 1           | 1           | 2                  | 0                  | 0                  | 0                  |               |               |               |               | -                     | -                     | -                     | -                     | 15       | 0      | 1           | 1          |